# Північно-Східне Делі
Північно-Східне Делі (англ. North East Delhi) — округ на північному сході Делі (Національної столичної території Делі), один з двох округів, розташованих на лівому березі Ямуни.